# 1185 Нікко
1185 Нікко (1185 Nikko) — астероїд головного поясу, відкритий 17 листопада 1927 року.
Тіссеранів параметр щодо Юпітера — 3,623.
Названо на честь міста Нікко (яп. にっこう(日光) нікко:)